# 来栖三郎 (法学者)
来栖 三郎（くるす さぶろう、1912年1月1日 ‐ 1998年10月1日）は、日本の民法学者。東京大学名誉教授。1983年から日本学士院会員。穂積重遠門下。弟子に安達三季生、山田卓生、石田穣、中山信弘など。

## 人物
台湾新竹州新竹市生まれ。研究に専念するため学会の理事職等は引き受けなかった。生涯独身であったため、研究を義姉が支えた。大変謙虚な性格で、日本学士院会員に推薦された際も躊躇するほどだったという。
同僚であった川島武宜を尊敬するといって憚らず、川島をして天才と言わしめた。そのため、両教授の門下が重複することしばしばであった。
川島、加藤一郎とともにセツルメント法相部の指導教授として活動し、稲本洋之助が社会学へ進む道筋をつけた。

## 学説
専攻科目の民法では主に広範な社会的事象の調査を基に、契約法や家族法の研究に関して多大な功績があった。その代表例が1974年に完成した『契約法』（有斐閣）である。
さらには，広範な社会的事象の観察や判例研究を通じて、1953年の日本私法学会の席上で報告書「法の解釈と法律家」を提起し、社会的・政治的文脈に基づく法解釈の多様性を主張した。この事が、法解釈の「客観説」（つまりは法解釈には客観的に正しいものがある、という考え）を主張する家永三郎や田畑忍との間で第一次法解釈論争を引き起こすこととなる。
しかし、来栖自身はケルゼンの弟子で純粋法学の視点から規範と事実との徹底的な峻別にこだわる立場をとる法哲学者碧海純一とは異なり、現実社会における事実とフィクションとしての法解釈の間に生ずる緊張関係に始終注目し、1972年に東京大学を退官した後は、彼の民法学の分野における研究上の功績を学部の売りにしたい数多の大学の法学部からの教授就任要請を断固拒否し、もっぱら個人で法解釈や法哲学の分野のみならずキリスト教神学や自由意志、文学、社会契約論にまで至る広範な範囲に射程を有する壮大なフィクション研究に没頭することとなる。その研究成果は、彼の思想上の後継者である村上淳一、木庭顕等によって1999年に『法とフィクション』（東京大学出版会）にまとめ上げられた。

## 社会的活動
第二次世界大戦後の親族法・相続法の改正においては、我妻栄、中川善之助、川島武宜とともに起草委員を務めた。

## 経歴
- 1929年3月 - 東京府立一中卒業
- 1933年3月 - 府立高等学校卒業
- 1936年3月 - 東京帝国大学法学部法律学科卒業。同時に同学部助手に採用。
- 1938年 - 東京帝国大学法学部助教授に就任
- 1948年 - 東京大学法学部教授に昇任
- 1962年 - 法学博士（東京大学）（学位論文「契約法」）
- 1972年 - 定年退官・東京大学名誉教授
- 1983年 - 日本学士院会員
- 1998年 - 東京大学医学部附属病院にて肺炎のため死去

## 著作
- 『家族法講話』（日本評論社、1950年）共著
- 『債権各論』（東京大学出版会 、1953年）
- 『家族法相続法講話』（日本評論社、1964年）共著
- 『契約法』（有斐閣法律学全集 、1974年）
- 『法とフィクション』遺著（ 東京大学出版会 、1999年）
- 『来栖三郎著作集』I - III （信山社出版、 2004年）：来栖は著作集の発表を生前固辞していたため、弟子による編集。弟子による解説付き。

## 門下生
- 安達三季生
- 村上淳一（1956年に助手採用するも、翌年に山田晟に指導を引き継ぐ。のちの東京大学名誉教授）
- 山田卓生
- 清水誠
- 石田穣（川島武宜退官の際、指導を引き継ぐ。のちの東京大学助教授）
- 中山信弘（東大総長に就任した加藤一郎から引き継ぐ。のちの東京大学名誉教授）